# エアクリーナー

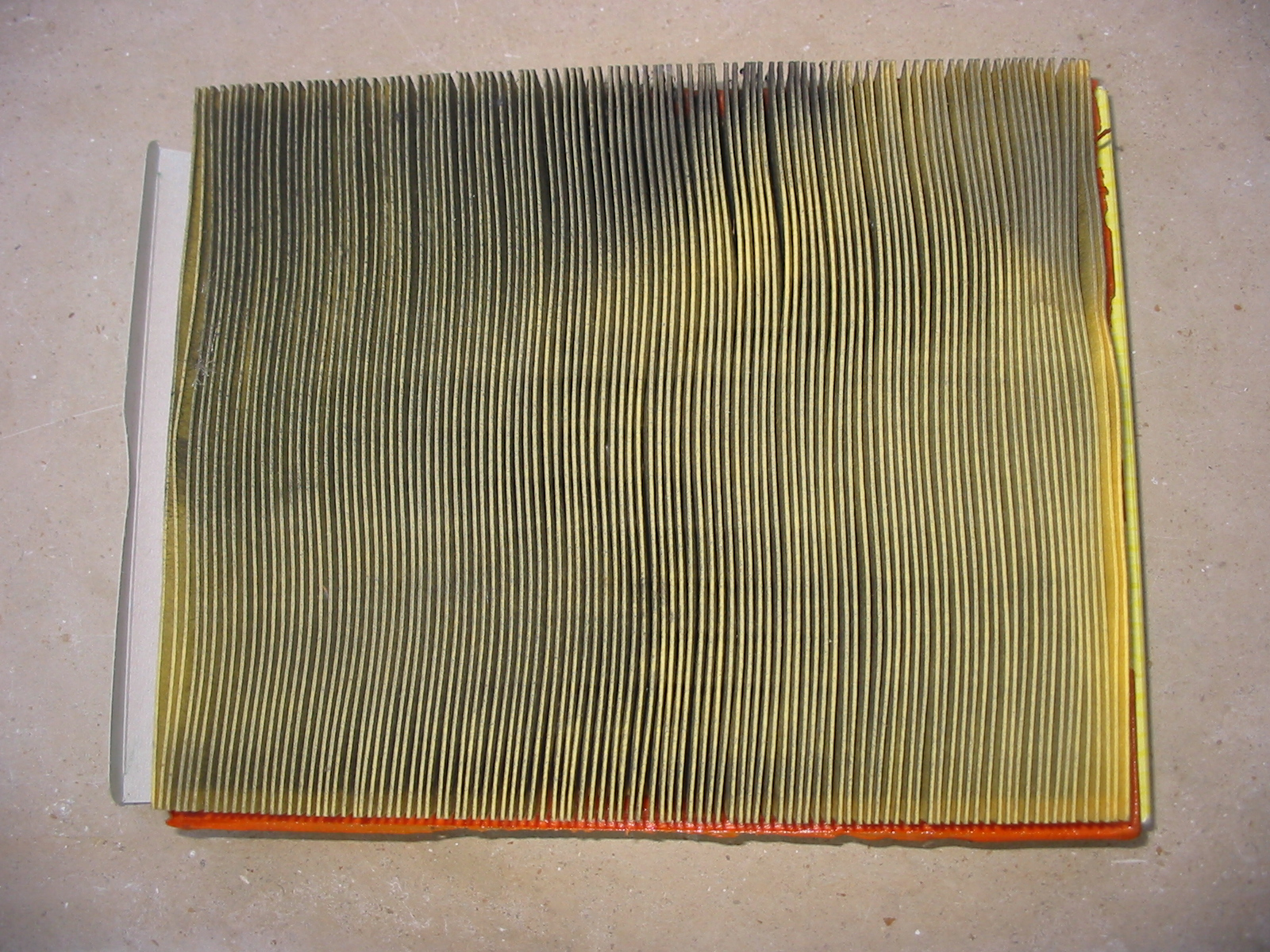
自動車用エアクリーナーの一例

エアクリーナー(英: Air cleaner)は空気を取り入れる機械において、吸入する空気に含まれる塵や埃などの異物を取り除き、機械の機能や性能に支障を来さないように取り付けられる装置または部品である。

## 概要
エアクリーナーはエンジンやエア・コンディショナーをはじめ、空気を取り込んで利用する機械に用いられる。最も簡単な構造のものは空気取り入れ口や吸気管の途上に格子状の保持部材でエアフィルター(英: air filter)を保持するもので、吸入抵抗を抑えるためにエアクリーナーボックス(英: air cleaner box)あるいはエアクリーナーケース(英: air cleaner case)と呼ばれる容器を設けて、吸気管の断面積よりも大きな面積を持つエアフィルターを組み込む場合が多い。

## エアクリーナーケース
エアクリーナーケースはエアフィルターを格納する容器である。外気を取り入れる入り口と、濾過された空気が機械本体に向かう出口があるのが通常で、場合によっては外気と共に入り込んだ水分が溜まらないように排出するドレンチューブを持つものもある。ケース内を流れる空気の流れを工夫してエアフィルターの集塵能力を有効に利用する方法や、エアフィルターのメンテナンスサイクルを長くする方法がとられる場合がある。自動車などのエンジン用ではサージタンクやレゾネーターとして働き、吸気効率を高めたり吸気系で生じる騒音を抑えたりといった機能を兼ねるように設計されたものもある。
オイルバス式
エアクリーナーケースにオイル溜りを設け、ケースに吸い込まれた空気がいったん液面に吹き付けられてからエアフィルターへと向かう構造とした方式である。空気の流れが液面にぶつかって曲がる際に、空気よりも密度の大きい塵や埃が慣性によって液面に接し、フィルターに付着する前に分離される。オイルには埃が溜まるので、メンテナンスの際には古いオイルを廃棄して新しいオイルに交換する必要がある。オイルは入手の容易なエンジンオイルが一般的で、オイルの飛沫がフィルターに付着しても性能に影響しにくい湿式フィルターを併用することが多い。現在では、塵埃の多い環境で使われる自動車や建設機械、定置式エンジンなどで用いられる。
遠心式
サイクロン式などとも呼ばれ、原理はサイクロンのそれと同じである。エアクリーナーケースを円筒形状として、吸い込まれた空気がケースの中で渦流を起こす構造とした方式である。渦の発生を助ける整流器（多くの羽根を持つ円筒形の部品）を持つものもある。質量のある大きな塵埃が遠心分離され、フィルターのメンテナンスサイクルを延ばす。分離された塵埃は底部に設けられた着脱式のダストポットに溜まり、定期的に取り除く必要がある。ダストポットに溜まった塵埃を確認しやすくするため、透明な素材で作られたケースを見やすい位置に配置する場合もある。一般的に乾式フィルターと組み合わされる。
オイルバス式と同様に塵埃の多い環境で使われる建設機械のエンジンなどに採用される。

## エアフィルタ
エアフィルタは通過する空気の異物を捕らえて除去する、エアクリーナーの核心となる部品で、エアクリーナーエレメント(英: air cleaner element)とも呼ばれる。材質には濾紙や不織布のように繊維を不規則に絡めて成形したものや、軟質ポリウレタンフォームなどの発泡プラスチックを成形したものが用いられ、密度の異なる層を複数重ねた構造をとる場合もある。金属や樹脂の枠を一体化して交換やメンテナンスを容易にした構造を持つ場合もある。蛇腹状に折りたたんだり、円筒形状にしたりして、占有体積に対する濾過面積を大きくとる場合もある。
乾式
材質を乾いたままの状態で塵埃を絡め取る方式を乾式と呼ぶ。比較的、通気抵抗が少ない特徴がある。紙や不織布を材料に用いることが多いが、発泡プラスチックが用いられる場合もある。
湿式
ウレタンフォームなどの材質にオイルを染み込ませて、オイルに吸着して塵埃を除去する方式を湿式と呼ぶ。吸着性が高く、洗浄することで繰り返して利用でき、水分を濾過することもできる。
ビスカス式
濾紙にオイルを染み込ませてオイルに塵埃を吸着する方式をビスカス式と呼ぶ。通気抵抗が少なく、水分を濾過することができる。使い捨てのものと、洗浄して繰り返し利用できるものがある。